# Fake Four Inc.
Fake Four es un sello discográfico independiente con sede en New Haven, Connecticut. Fue fundado por los hermanos Ceschi y David Ramos en 2008.
Según una entrevista con Ceschi en Ugsmag.com, los hermanos Ramos iniciaron Fake Four con la ayuda de Grimm Image Records en San Bernardino, California y Squids Eye Recording Collective en Dayton, Ohio como medio para lanzar y distribuir sus proyectos musicales personales y aquellos de sus amigos Desde el lanzamiento inicial de This Up Here por David Ramos, Fake Four Inc. ha sido un sello autosuficiente.

## Estilo
Fake Four Inc. no se adhiere a las especificaciones de género. Brett Uddenberg de URB elogió al sello por traspasar los límites del rap independiente. Chris Faraone de The Phoenix escribió: "lo escuchaste aquí primero: Fake Four es el sello más importante en el hip-hop progresivo en este momento."